# 田上雅徳
田上 雅徳（たのうえ まさなる）は、日本の政治学者。慶應義塾大学教授。専門はジャン・カルヴァンの政治思想。

## 主要著作
- 『入門講義 キリスト教と政治』（慶應義塾大学出版会、2015年）
- 『初期カルヴァンの政治思想』（新教出版社、1999年）
- 「カルヴァンにおける「終末論」と政治」鷲見誠一・千葉眞編著『ヨーロッパにおける政治思想史と精神史の交叉』（慶應義塾大学出版会、2008年）
- 「逢坂元吉郎、未完の政治神学」『途上』（28）（2013年）
- 「ユダヤ＝キリスト教の伝統と「和解」——和解の途上性を見据えつつ」松尾秀哉・臼井陽一郎編著『紛争と和解の政治学』（ナカニシヤ出版、2013年）
- 「ビリー・グラハムとアメリカ」『三色旗』（696）（2006年）
- 「日本プロテスタンティズムの戦後経験——福音派を中心として」萩原能久編『ポスト・ウォー・シティズンシップの構想力』（慶應義塾大学出版会、 2005年）
- 「救済・霊・預言——現代アメリカにおける福音派と政治」萩原能久編『ポスト・ウォー・シティズンシップの思想的基盤』（慶應義塾大学出版会、2008年）
- 「ルターとカルヴァン——近代初期における身体性の政治神学」川出良枝責任編集『岩波講座 政治哲学１』（岩波書店、2014年）
- 「教会」古賀敬太編『政治概念の歴史的展開 第８巻』（晃洋書房、2015年）
- 「カルヴァン」社会思想史学会編『社会思想史事典』（丸善出版、2019年）
- 「宗教の組織と政治の組織」荒金直人編『生命の教養学 15 組織としての生命』（慶應義塾大学出版会、2019年）
- 「ジャン・カルヴァン」杉田敦・川崎修編著『西洋政治思想資料集』（法政大学出版局、2014年）
- 「アウグスティヌス」「トマス・アクィナス」野口雅弘・山本圭・高山裕二編著『よくわかる政治思想』（ミネルヴァ書房、2021年）
- R.W.デイヴィス編『西洋における近代的自由の起源』（慶應義塾大学出版会、2007年、鷲見誠一との共訳）
- ウィリアム.T.キャヴァノー著『政治神学の想像力　政治的実践としての典礼のために』（新教出版社、2020年、東方敬信との共訳）